# Етничке групе у Етиопији
Неколико етничких група у Етиопији је званично признате од стране владе, према националном попису из 2007. године регистровано је преко 80 различитих етничких група.: Величина становништва и проценат укупног становништва Етиопије према пописима из 1994. и 2007. прати сваки унос.
Већина људи у Етиопији говори афро-азијске језике, углавном кушитске и семитске гране. Први укључује Оромо и Сомалије, а други Амхару и Тиграи. Ове четири групе заједно чине три четвртине становништва.
Етничке групе у Етиопији
Земља такође има омотске етничке групе које говоре афро-азијским језицима омотске гране. Они насељавају јужне регионе земље, посебно регион јужних нација, националности и народа. Међу њима су Велаита и Гамо.
Нилотске етничке групе које говоре нило-сахарски такође насељавају југозападне регионе земље, посебно у региону Гамбела. Међу њима су Нуер и Ануак који се такође налазе у Јужном Судану који се граничи са регијом Гамбела.